# Les Pêcheurs à la ligne (Seurat)
Pour les articles homonymes, voir Les Pêcheurs à la ligne.
Pêcheurs à la ligne est une peinture à l'huile sur panneau (15,7 × 24,4 cm) réalisée en 1883 par le peintre Georges Seurat et conservée au musée d'Art moderne de Troyes.
La scène montre plusieurs pêcheurs portant des couvre-chefs qui pêchent à la ligne dans la Seine. Ils sont assis sur la berge de la rivière. Au milieu du fleuve, deux autres pêcheurs pêchent à la ligne dans un bateau.
Il s'agit d'une oeuvre préparatoire, une étude pour Un dimanche après-midi à l'Île de la Grande Jatte.
Le tableau est entré dans les collections du musée d'Art Moderne de Troyes en 1976.